# 朱振中 (1937年)
朱振中（1937年5月—），男，汉族，江苏南通人，中华人民共和国农业机械化专家、政治人物，新疆维吾尔自治区政协原副主席，中国民主同盟中央委员会原常务委员。